# Nezvir, Rojîșce
Nezvir (în ucraineană Незвір) este un sat în comuna Lukiv din raionul Rojîșce, regiunea Volînia, Ucraina.

## Demografie
Componența lingvistică a localității Nezvir
     Ucraineană (99,58%)
     Alte limbi (0,42%)
Conform recensământului din 2001, majoritatea populației localității Nezvir era vorbitoare de ucraineană (99,58%), existând în minoritate și vorbitori de alte limbi.